# Wola Obszańska
Wola Obszańska – wieś w Polsce położona w województwie lubelskim, w powiecie biłgorajskim, w gminie Obsza.
W latach 1975–1998 miejscowość administracyjnie należała do województwa zamojskiego.
Wieś królewska Pssanska Wola, położona była w 1589 roku w starostwie niegrodowym zamechskim w ziemi przemyskiej województwa ruskiego. 
Wieś jest sołectwem w gminie Obsza. Według Narodowego Spisu Powszechnego z roku 2011 wieś liczyła 591 mieszkańców i była czwartą co do liczby ludności miejscowością gminy.
Wierni Kościoła rzymskokatolickiego należą do parafii Wniebowzięcia Najświętszej Maryi Panny w Obszy.

## Historia
W wieku XVI wieś stanowiła wolniznę do lokowanej wsi Obsza. W wieku XVI także Pszańska Wólka, od wsi Pschy, tak jeszcze w roku 1565  nazywano Obszę.